# Pablo Martín-Aceña
Pablo Martín-Aceña Manrique (Madrid, 1950-vertiente madrileña de la Sierra de Guadarrama, 7 de julio de 2024) fue un historiador económico español. Era catedrático de Historia Económica de la Universidad de Alcalá y, desde 2013, decano de la Facultad de Ciencias Económicas de dicha universidad.

## Biografía
Obtuvo el título de Maestría en Artes en Economía en la Universidad de Toronto (Canadá). Se doctoró en Ciencias Económicas y Empresariales en la Universidad Complutense de Madrid y ha ejercido la docencia en la Universidad de Alcalá, de la que es catedrático de Historia Económica. Fue decano de la Facultad de Ciencias Económicas y Empresariales de dicha universidad entre 1992 y 1995. Desde 2013 es de nuevo decano de la facultad, ahora fundida con la antigua Escuela de Turismo en la Facultad de Ciencias Económicas, Empresariales y Turismo.
Ha sido profesor visitante en las universidades de Budapest, Harvard, Lovaina, París X Nanterre y Cambridge y en el Instituto de Estudios Políticos de París y profesor invitado de El Colegio de México. También ha sido secretario general de la Asociación de Historia Económica y del Programa de Historia Económica de la Fundación Empresa Pública, así como director de la Revista de Historia Económica. En la actualidad es presidente de la Asociación Española de Historia Económica, sucesora de aquella. En 1999 recibió la Cruz al Mérito Civil por su participación en la Comisión de Investigación de las Transacciones de oro procedentes del Tercer Reich en la Segunda Guerra Mundial, establecida por el gobierno de España en 1997 y de cuyo equipo de investigación fue director.
Sus áreas de investigación son la historia económica de la España contemporánea, especialmente en los ámbitos monetario y financiero, con énfasis en la economía de la Segunda República, la Guerra Civil y el franquismo. También ha abordado la historia empresarial de España.
Falleció a los 74 años de edad el 7 de julio de 2024, mientas practicaba senderismo en la vertiente situada en la Comunidad de Madrid de la Sierra de Guadarrama.

## Obras
Es autor o coautor de numerosos libros:
- Pasado y presente: de la Gran Depresión del siglo XX hasta la Gran Recesión del siglo XXI (editor), Fundación BBVA (2011).
- Banco Santander, 1857-2007: 150 años de historia, Turner Publicaciones (2007).
- El oro de Moscú y el oro de Berlín, Taurus Ediciones (2001).
- El Servicio de Estudios del Banco de España: 1930/2000, Banco de España (2000).
- La Compañía arrendataria de Tabacos: la evolución del monopolio entre 1936 y 1945 (con Francisco Comín Comín), Fundación Empresa Pública (1999).
- Astilleros españoles: 1872-1998 : la construcción naval en España (con Stefan Houpt y José María Ortiz-Villajos), LID (1988).
- Los rasgos históricos de las empresas en España: un panorama (con Francisco Comín Comín), Fundación Empresa Pública (1996).
- Naturaleza y orígenes del mercado, Fundación Argentaria (1995).
- INI, 50 años de industrialización en España (con Francisco Comín Comín), Espasa Calpe (1991).
- Una estimación de los principales agregados monetarios en España, 1940-1962, Banco de España (1988).
- La cantidad de dinero en España: 1900-1935, Banco de España (1985).
- La política monetaria en España, 1919-1935 (con Gabriel Tortella Casares), Ministerio de Hacienda (1984).